# Ричард Драйфус
Ричард Драйфус (на английски: Richard Stephen Dreyfuss) е американски актьор, носител на Оскар и Златен глобус. 

## Биография
Той е от еврейски произход. Започва да се снима в телевизията на 15 години. През 1960-те и 1970-те участва в постановки на Бродуей. През 1973 година получава първата си по-голяма роля във филма на Джордж Лукас „Американски графити“. Филмът става хит и се превръща в класика в Америка. Печели Оскар и Златен глобус на 30-годишна възраст за ролята си във филма „Момиче за сбогом“ и славата оказва влияние на неговата кариера в отрицателна посока, той започва да употребява кокаин, бива арестуван за притежание, а също така прави катастрофа под негово влияние. През 1980-те се снима в няколко филма, предимно комедии, но нито един от тях не достига славата на филмите му от края на 1970-те и началото на 1980-те.
Едни от най-известните му филми са „Челюсти“, „Чий е този живот все пак“, „Момиче за сбогом“ и „Близки срещи от третия вид“.
През 1994 Драйфус участва в историческия концерт в памет на Холокоста във Ватикана в присъствието на папа Йоан Павел II и тогавашния президент на Италия. Концертът е предаван по телевизията в цял свят.
Ричард Драйфус е номиниран за Оскар отново през 1995 г. за ролята си на Глен Холанд във филма „Опусът на Мистър Холанд“. През следващите години той продължава да се снима в киното, телевизията и на сцена. През 2004 г. участва отново на Бродуей.
Живее с третата си съпруга Светлана Ерокин (от руски произход) в град Сан Диего и се занимава с политика.

## Избрана филмография
| Година | Филм                       | Оригинално заглавие                | Роля                         | Режисьор          |
| ------ | -------------------------- | ---------------------------------- | ---------------------------- | ----------------- |
| 1967   | Абсолвентът                | The Graduate                       | наемател в пансион           | Майк Никълс       |
| 1973   | Американски графити        | American Graffiti                  | Кърт Хендерсън               | Джордж Лукас      |
| 1974   | Челюсти                    | Jaws                               | Мат Хупър, експерт-океанолог | Стивън Спилбърг   |
| 1977   | Момиче за сбогом           | The Goodbye Girl                   | Елиът Гарфийлд               | Хърбърт Рос       |
| 1977   | Близки срещи от третия вид | Close Encounters of the Third Kind | Рой Нери                     | Стивън Спилбърг   |
| 1981   | Чий е този живот все пак   | Whose Life Is It Anyway?           | Кен Харисън                  | Джон Бедъм        |
| 1986   | Бъди до мен                | Stand by Me                        | разказвач                    | Роб Райнър        |
| 1986   | Паника в Бевърли Хилс      | Down and Out in Beverly Hills      | Дейв Уитмън                  | Пол Мазурски      |
| 1989   | Винаги                     | Always                             | Пит Сендич                   | Стивън Спилбърг   |
| 1990   | Поздрави от Холивуд        | Postcards from the Edge            | Пит Сендич                   | Майк Никълс       |
| 2006   | Посейдон                   | Poseidon                           | Ричард Нелсън                | Волфганг Петерсен |
| 2007   | Тенекиеният човек          | Tin Man                            | Мистик                       |                   |
| 2010   | Бесни страшни пенсии       | RED                                | Александър Дънинг            | Роберт Швентке    |